# Cairo Liberation Front
Cairo Liberation Front is een Nederlandse electro chaabi-band die bestaat uit Yannick Verhoeven en Joep Schmitz. Ze worden gezien als de pioniers op electro chaabi gebied binnen Europa en worden gemanaged door Peter Jenner, de ex-manager van Pink Floyd.
Cairo Liberation Front ontstond in 2013 en heeft in korte tijd in Europa op vele verschillende podia gestaan. Enkele grote optredens waren op Amsterdam Dance Event, het Dour Festival en op Best Kept Secret. Ook heeft de band opgetreden in Portugal, Duitsland, Tsjechië, Zwitserland, Rusland, Polen, Frankrijk en veel andere landen. Onder andere New York Times en The Guardian berichtten over Cairo Liberation Front. Die laatste plaatste de band bij the best Middle Eastern and North African music of 2014.
De radiozenders WDR en ORF deden specials over de band.
In 2015 treedt de band weer op op Noorderslag en noemt Los Angeles Times de band samen met Death Grips en N.E.R.D in haar essential releases.